# Papierforschungszentrum

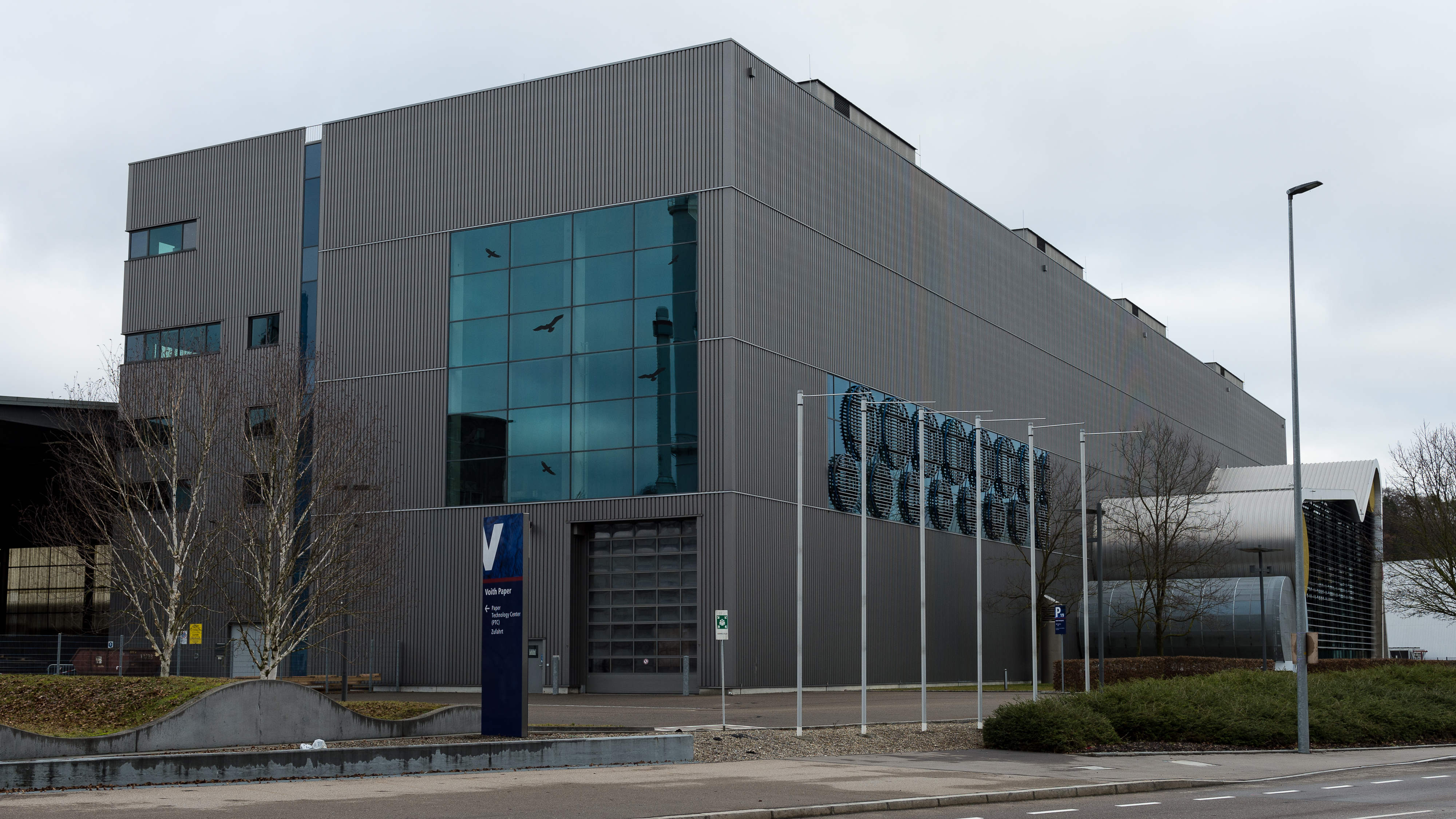
Paper Technology Center (2018)

Das Papierforschungszentrum bzw. Paper Technology Center (PTC) des Papiermaschinenherstellers Voith Paper befindet sich auf dessen Betriebsgelände in Heidenheim an der Brenz. Es wurde im Mai 2006 eröffnet.

## Aufgabe
Im Papierforschungszentrum werden die Forschungsbereiche „Faserstofftechnologie“ und „Prozess der Papierherstellung“ kombiniert. Im PTC ist es möglich, den kompletten Papierherstellungsprozess (Rohstoffzusammensetzung, Maschinenkonfiguration, Automatisierungsschritte und -verfahren, Bespannungen der Maschinen, Endproduktgüte) unter realen Bedingungen zu testen und optimieren. Ungefähr 100 Mitarbeiter, darunter Papiermacher, Papieringenieure und Fachleute für die Maschinensteuerung, forschen im Paper Technology Center gemeinsam mit Papierherstellern an der weiteren Entwicklung des Papiers. Aufgrund des modularen Aufbaus dieser Anlage können unterschiedliche Produktionskonzepte erprobt und verglichen werden. Im Bedarfsfall können Maschinenteile mit Gewichten von bis zu 600 Tonnen en bloc ausgebaut und ausgetauscht werden. Im Paper Technology Center befindet sich eine Fiberdesignanlage, mit der der Rohstoff für die Papierherstellung an die Anforderungen des späteren Papiers angepasst werden kann.

## Gebäude
Die Gebäude des PTC haben einen Rauminhalt von 112.000 Kubikmetern. Größter Einzelbau ist die Papiermaschinenhalle mit 115 m Länge, 42 m Breite und 28 m Höhe. Das geschwungene Dach hat die Form einer Papierbahn im Nassbereich einer Papiermaschine, Fenster und Glastrakte erinnern an die Walzen einer Papiermaschine. Im Innern sind die Kontrollstände untergebracht, von denen aus die Versuchspapiermaschine gesteuert und überwacht wird.

## Stoffaufbereitung / Fiber Design
Im Gebäude der Stoffaufbereitung werden Altpapier und Faserstoffe mit Zusätzen versehen und zu einem Brei als Rohstoff des Papiers vermengt. Der Begriff „Fiber Design“ stammt vom Zusatz von Faserstoffe zur Erhöhung der Reißfestigkeit. Die als „Stofftürme“ bezeichneten Silos fassen jeweils bis zu 350 Kubikmeter, und über die Rohrbrücke zur Papiermaschinenhalle können täglich bis zu 20 Tonnen Faserstoffe zur Papiermaschine gepumpt werden.

## Versuchspapiermaschine VPM 6
Kernstück des Paper Technology Centers ist die 75 m lange Versuchspapiermaschine 6, kurz VPM 6. Während der vorherige Rekord in der Produktion von Papier bei rund 1900 Metern pro Minute lag, kann die VPM 6 bis zu 3000 Meter pro Minute produzieren. Die Papierproduktion entspricht einer Geschwindigkeit von 180 km/h. Alle Bauteile lassen sich in kurzer Zeit austauschen. Das in der VPM 6 hergestellte Papier wird in der benachbarten Streichmaschine gestrichen bzw. im Kalander geglättet.

## Industrieheizkraftwerk
Neben dem PTC befindet sich ein Industrieheizkraftwerk. Dessen anfallender heißen Dampf wird für das PTC genutzt, um die Walzen der VPM 6 zu heizen. In einem geschlossenen Kreislauf wird darüber hinaus Wasser zurückgewonnen. Das Wasser, das vom PTC als „Abwasser“ in die Kläranlage fließt, wird zuvor gereinigt. Anfallende Papierreststoffe werden in einer Papierfabrik verarbeitet.

## Zukünftige Nutzung
Auf Grund eingebrochener Nachfrage nach Papiermaschinen auf dem Weltmarkt wurde die Forschungsarbeit am Standort 2016 eingestellt und die Papiermaschine verkauft. Nach ersten Plänen sollte die Halle zu einem Bürogebäude umfunktioniert werden. Im Dezember 2017 verkündete der Voith-Konzernchef Hubert Lienhard das endgültige Aus und den Abriss des Gebäudes.